# Alexandre de Brie-Serrant
 (octobre 2019).
Si vous disposez d'ouvrages ou d'articles de référence ou si vous connaissez des sites web de qualité traitant du thème abordé ici, merci de compléter l'article en donnant les références utiles à sa vérifiabilité et en les liant à la section « Notes et références ».
Clément Alexandre de Brie-Serrant, né le 29 mai 1748 à Dampierre-sur-Loire et mort le 23 décembre 1814 à Paris, est un militaire et un seigneur français. Il est chevalier, marquis de Serrant et d'Érigné, ainsi que sous-lieutenant au régiment de Bourgogne. Il est également le dernier maître de la terre du duché de Retz, rétrogradé en seigneur baron du duché de Retz, seigneur de Machecoul et de Pornic. Il acquit aussi en 1775 le marquisat du Bellay et la seigneurie d'Allonnes. Ruiné à cause de grands projets de canaux qu'il s'acharna à défendre en vain et qui ne virent jamais le jour à cause de la Révolution française, il meurt dans la misère et l'oubli dans une mansarde de Paris. C'est l'un des plus méconnus des anciens seigneurs du pays de Retz.

## Biographie

### Famille et ascendance
Clément-Alexandre de Brie-Serrant est né le 29 mai 1748 à Dampierre-sur-Loire (où il est baptisé), de Joseph-François-Antoine de Brie-Serrant (15/01/1718 à Dampierre-sur-Loire – ????), chevalier, seigneur de La Bernardière et de Fourneux (un manoir à Dampierre), et d'Agathe-Renée Marest. Il compte parmi ses ancêtres l'ancienne Maison de Laval (il descend de Guy VIII de Laval (1240-1295)).

### Vie militaire
Dès l'âge de 14 ans, Alexandre de Brie-Serrant est reçu page du roi Louis XV dans la grande écurie en 1762. En 1765, il passe sous-lieutenant dans le régiment de Bourgogne (cavalerie), où il sera élevé jusqu'au grade de maréchal de camp en 1784.

### Duc de Retz
En 1778, le duc de Retz de l'époque, Gabriel de Neufville-Villeroy (08/10/1731-28/04/1794 à Paris), qui n'a pas d'enfant et donc pas d'héritier pour lui succéder, met en vente son prestigieux duché de Retz, terre de Bretagne chargée d'Histoire qui jadis appartint notamment à la famille de Gondi ainsi qu'au sinistre Gilles de Rais. C'est Alexandre de Brie-Serrant qui le rachète, le 19 octobre 1779, pour la somme de 1 400 000 livres : il devient ainsi le nouveau seigneur baron du duché de Retz (mais pas duc, le roi n'ayant pas de nouveau érigé la terre de Retz en duché ; les duchés ne relèvent que du roi). C'est un nouveau venu dans cette région, où il résidera principalement dans l'ancien château de Gilles de Rais, à Pornic. Il est jeune (il a 31 ans) et déjà plein de projets et d'ambitions personnelles pour ses nouvelles terres.
Pour prendre possession de ses nouvelles terres, et notamment de Machecoul, la capitale du duché de Retz, Brie-Serrant envoie en son nom un représentant : Louis de Rotrou de La Grandière, chevalier de Saint-Jean de Jérusalem, qui, du 11 au 20 octobre 1780, parcourt les lieux. Le chevalier de La Grandière est accompagné du procureur fiscal du duché de Retz, François Réal des Perrières, dressant procès-verbal de la prise de possession. Ils sont solennellement reçus au château de la ville, visitent les lieux notables, puis s'en vont prendre possession d'autres villes : Les Huguetières, Bourgneuf-en-Retz, Prigny, Pornic, Princé, La Bénate, etc.
Brie-Serrant va ensuite démanteler le duché de Retz : il ne garde pour lui que les fiefs de Machecoul et de Pornic, et vend, de 1780 à 1782, une énorme quantité de fiefs, à savoir :
- à Jean-Baptiste de Richard, seigneur de La Roulière : les fiefs de Saint-Colombin, Le Bignon, Saint-Philbert-de-Grand-Lieu et La Chevrolière,
- à Joseph Charette, seigneur de Briord : les fiefs de Port-Saint-Père,
- à Auguste Thomas des Rotais, seigneur de La Senaigerie : le fief de La Bénate en Bouaye,
- à René Montaudouin, seigneur de La Clartière : le fief des Huguetières en Sainte-Croix de Machecoul,
- à Jean Le Court, sieur de La Bigne : le fief de Chéméré,
- à Joseph Gazel, seigneur du Chaffaut : un fief de La Bénate,
- à Claude du Pas, marquis de La Garnache, et à Jacques Imbert, seigneur de La Choltière : tous les fiefs de Retz en Paulx, Bois-de-Céné, La Garnache et La Trinité de Machecoul,
- à René de Talhouët, seigneur de La Grationnaye : les fiefs de Retz en Saint-Michel-Chef-Chef, La Plaine-sur-Mer et Sainte-Marie-sur-Mer,
- à Charles Chevalier, seigneur du Boischevalier : les fiefs de Retz en Grand'Landes et Legé,
- à Joseph Le Long, seigneur du Boisjoly : le fief de Pornic en Chauvé,
- à Simon de Portnavaleau : le fief de La Bénate en La Limouzinière,
- à Claude Le Maignan : le fief de Saint-Jean-de-Corcoué,
- à Félix Dubois, sieur de La Patellière : le fief de La Garangère en Paulx,
- à Louis de Goulard : le fief de Saint-Étienne-de-Corcoué,
- à Philippe de Biré : un autre fief de La Bénate en Bouaye,
- à Charles Danguy, seigneur de Vue : le fief d'Arthon-en-Retz.

Après toutes ces aliénations, le domaine de Retz n'est plus considéré comme un duché, et est rétrogradé en une simple baronnie d'ancienneté et de renom. Alexandre de Brie-Serrant est d'ailleurs titré « baron de Retz », comme ses prédécesseurs des XIIIe, XIVe et XVe siècles.

### Les projets de canaux
C'est l'époque où le Parlement de Bretagne décide la mise en valeur de cette province du pays de Retz, par l'aménagement de plusieurs canaux destinés à favoriser les communications commerciales. Ayant eu connaissance d'un projet de 1762 du curé de Pornic, nommé Galipaud, Brie-Serrant va s'en emparer pour son compte personnel, y trouvant plusieurs intérêts pour la mise en valeur de son domaine, et faire face à l'endettement qu'il lui a coûté. Il veut augmenter les ressources de son pays de Retz, en faisant de Pornic un port militaire et en donnant au commerce de Nantes plus d'extension et de facilités. Il souhaite agrandir le port de Pornic et y établir un canal de communication par lequel les navires marchands pourraient se rendre directement à Nantes, en évitant ainsi la longue et dangereuse navigation de l'embouchure de la Loire, encombrée de bancs de sable. À ce plan ambitieux, s'ajoute le projet d'un autre canal qui pourrait commencer à Machecoul, parcourir plusieurs marais qu'on aurait desséchés, et être utile tant au commerce de Nantes avec le Bas-Poitou qu'à la navigation projetée entre Nantes et La Rochelle.
Ce projet, que Brie-Serrant propose au gouvernement, est examiné par des commissaires qu'on envoie sur les lieux en 1786. Ces derniers constatent, par leur procès-verbal du 20 avril 1786, les avantages les plus immédiats pour le pays de Retz et le commerce de Nantes. Ils proposent différents travaux et demandent de procéder sans délai à leur exécution. Ce projet est ainsi jugé très avantageux pour la Bretagne, le Poitou, la ville de Nantes et les autres villes qui se trouvent sur la Loire, ainsi que pour la marine royale. Cependant, Brie-Serrant ayant présenté son projet l'année suivante aux États de Bretagne, ces états déclarent assez légèrement qu'il n'y a pas lieu de délibérer. Les développements du double projet, accompagnés de cartes et de pièces contenant l'adhésion de plusieurs villes intéressées à son exécution (La Rochelle, Nantes, Bordeaux, Nevers, etc.), sont contenus dans deux mémoires de 1789, que Brie-Serrant adresse au roi et à l'assemblée des états généraux, sous les titres Observations concernant le commerce français en général, projet d'une ville commerçante de premier ordre et Mémoires contenant de nouveaux développements sur le projet important relatif au port de Pornic, etc., et à un canal de navigation de Nantes à la mer par Pornic.
Le temps passe sans que rien soit vraiment décidé au niveau du gouvernement et les événements politiques ne vont pas être favorables pour la réalisation de si grands ouvrages. En fait, les priorités de la République vont vite se porter ailleurs car, malheureusement pour Brie-Serrant, c'est l'époque où éclate la Révolution française, qui entraîne des priorités qu'on juge plus importantes qu'un projet regardé simplement comme d'utilité locale : ce projet est alors laissé de côté. Brie-Serrant est dépossédé de toutes ses terres en 1790. Le pays de Retz tout entier est intégré au nouveau département créé : la Loire-Inférieure (qui deviendra l'actuelle Loire-Atlantique en 1957). Le pays de Retz n'est alors plus qu'un souvenir historique et culturel.
Mais Brie-Serrant, à présent ex-baron de Retz, ne désespère pas et, n'ayant pas eu le soutien des notables bretons, il fait appel aux élus en modifiant son mémoire, lui donnant un caractère plus patriotique. Il adresse ses mémoires aux différents comités, dont celui de la Mendicité, en raison d'un décret qui institue les Travaux d'Utilité Publique, pour assurer des revenus aux classes indigentes et laborieuses. Les directoires des départements étant chargés de définir les travaux d'intérêt public, l'état a débloqué 15 millions de francs dont Brie-Serrant aimerait profiter pour son canal. Il écrit alors Les mémoires du peuple au peuple, y proposant la création d'un corps d'ouvriers chargés de réaliser les grands travaux publics. Ses démarches trouvent un certain écho sur Paris, mais ne sont pas suivies dans le département, où le conseil du District de Paimbœuf, le 10 décembre 1791, renvoie le dossier dans l'attente d'une décision sur l'application des travaux d'utilité publique. Le 21 avril 1794, l'administrateur de Paimbœuf, nommé Boulay Pâty, dans sa verve révolutionnaire, condamnera définitivement le canal en qualifiant l'auteur de ce projet « d'ambitieux personnage, d'entêté infatigable qui travaille pour ses intérêts ».
Le dossier finira, comme beaucoup d'autres à cette époque troublée, dans un placard, mais un siècle plus tard, le problème de la navigation sur la Loire n'étant pas résolu, il conduira la bourgeoisie nantaise à financer le canal maritime de la Basse-Loire, plus connu sous le nom de canal de la Martinière.
Le 21 décembre 1792, la marquise et sa fille sont arrêtées au château de Pornic et condamnées à mort pour avoir abrité un prêtre réfractaire. Le marquis et sa famille sauvent leur vie grâce à l'aide de marins pornicais qui les conduisent en Espagne.
Après le Concordat en 1801, Brie-Serrant revient en France, essaie de récupérer une partie de ses biens. Mais le 29 août 1804, Brie-Serrant est exproprié de l’Auditoire de Machecoul, qui lui appartenait encore. La commune ordonne à un officier retraité, Jean-Baptiste Fayolle, de racheter l’Auditoire, qui deviendra la mairie de la ville. La même année, Brie-Serrant est également exproprié du château de Machecoul, qui est mis en vente. Au lendemain de la Révolution française, la ville, ravagée par les guerres de Vendée, doit être restaurée : les ruines du château, qui conservait encore ses murs extérieurs et ses tours, servent de carrière de pierres pour reconstruire les maisons et remblayer les chemins, et le château, symbole de l'ancien régime, est défiguré jusqu'à en devenir très vite une triste carcasse. Il n'en reste aujourd'hui que les murs du donjon et un pan de mur extérieur. Le château de Pornic, partiellement détruit à la Révolution, que Brie-Serrant a délaissé, tombe également en ruine.
Brie-Serrant, malgré les peines et les dépenses que lui ont coûté ses projets de canaux, malgré la perte de ses droits seigneuriaux, ne cesse pas pour autant de s'occuper de son projet et le présente vainement à tous les gouvernements qui se succèdent en France. La famille de Juigné, propriétaire du lac de Grand-Lieu, signe en 1805 un traité avec une compagnie pour le dessèchement de ce lac, entreprise qui entre dans les vues de Brie-Serrant. Mais ce dernier s'oppose à l'exécution d'un projet isolé dont il n'a pas donné l'idée. Sans contester la propriété de l'eau du lac, il prétend être propriétaire du fond et met arrêt sur les terres qui pourraient être desséchées. On lui offre trente mille francs pour vaincre son obstination. Mais, quel que soit alors son état de détresse, il refuse tout, plaide et est finalement condamné aux frais.

### La ruine, la misère et la mort de Brie-Serrant
Ruiné, Brie-Serrant est logé dans une mansarde de la rue des Blancs-Manteaux à Paris. Tout son mobilier consiste en un vieux fauteuil (qui lui sert le jour pour s'asseoir et la nuit pour dormir), en une mauvaise chaise et une planche sur deux tréteaux qui lui sert de table et de bureau. Là se place un misérable scribe, qu'il paie on ne sait comment, et qu'il occupe à copier les projets, mémoires et sollicitations dont il accable les ministres, les préfets, etc. Deux tisons, garnissant son humble foyer, servent à faire cuire dans un pot des pommes de terre qu'il mange parfois sans beurre et sans sel, lorsque la faim le tenaille trop : c'est son unique nourriture. Il achète ses vêtements à la friperie et, comme il est très petit et très fluet, un habit de taille ordinaire lui tient lieu de redingote, et des vieilles bottines sont pour lui des bottes à l'écuyère. Malgré cet accoutrement saugrenu, malgré le mauvais chapeau qui couvre sa tête et ses cheveux blancs flottants sur ses épaules, Brie-Serrant, à travers sa misère, laisse encore deviner l'homme distingué qu'il a été.
Il meurt à l'âge de 66 ans dans son obscure soupente de service le 23 décembre 1814, rue des Blancs-Manteaux à Paris, seul, dans la misère et dans l'oubli, sans laisser de postérité. Sa succession est criblée de dettes.
Brie-Serrant est le dernier des seigneurs de Retz, mettant fin à une longue liste de seigneurs, barons et ducs de Retz qui se sont succédé depuis le XIe siècle (les familles de Retz, Chabot, Montmorency-Laval, Chauvigny, Tournemine, Annebault, Clermont, Gondi et Neufville-Villeroy).
En son honneur, une rue Brie-Serrant porte aujourd'hui son nom à Machecoul, capitale de son ancien duché de Retz.

### Postérité
Alexandre de Brie-Serrant laisse plusieurs écrits (mémoires, pétitions, essais, etc.) à la postérité, dont :
- Écrit adressé à l'académie de Châlons-sur-Marne, sur une question proposée par voie de concours, concernant le patriotisme : quels sont les moyens de prévenir l'extinction du patriotisme dans l'âme du citoyen ? (1788).
- Mémoires du peuple au peuple (1788).
- Observations concernant le commerce français en général, projet d'une ville commerçante de premier ordre (1789).
- Mémoires contenant de nouveaux développements sur le projet important relatif au port de Pornic, etc., et à un canal de navigation de Nantes à la mer par Pornic (1789).
- Pétition à l'Assemblée Nationale (1791), qui traite de son projet sur les ports et canaux de Pornic et de Machecoul.
- Pétition ampliative en faveur des blancs et des noirs, et projet d'un traité important pour les colonies et pour l'état (1792).
- Études, premier cahier, contenant un appel au public lui-même du jugement du public sur J.-J. Rousseau (1803). Cette brochure, qui est une réfutation de la première partie du fameux Discours sur l'inégalité des conditions, parait avoir été imprimée pour la première fois en 1791 ou 1792.
- Divers projets publiés dans le journal La Bouche de fer.

## Armoiries
| Blason | Blasonnement : D'argent, à quatre fasces de sable, au lion de gueules brochant sur le tout. Commentaires : On peut voir ces armes dans l'abbaye de Saint-Georges-sur-Loire, aux châteaux de Serrant et de La Sorinière. On les voyait aussi autrefois à la Sainte-Chapelle du Palais à Paris, et dans l'église de Notre-Dame au bas du côté droit du chœur en dehors. |